# 天绣
天绣（1457年正月）为中国明朝时期陕西起事者王斌的年号，前后共1個月。

## 公元纪年对照表
| 天绣 | 元年   |
| ---- | ------ |
| 公元 | 1457年 |
| 干支 | 丁丑   |

## 同期存在的其他政权年号
- 中國
  - 景泰（1450年－1457年）：明朝—明代宗朱祁鈺之年号
  - 天顺（1457年－1464年）：明朝—明英宗朱祁鎮之年号
  - 添元（1453年－1457年）：瓦剌—也先之年号
- 越南
  - 延寧（1454年－1459年）：后黎朝—黎仁宗黎邦基之年号
- 日本
  - 康正（1455年－1457年）：后花园天皇之年號
  - 长禄（1457年－1460年）：后花园天皇之年號

## 參看
- 中国年号索引